# Dypsis digitata
Espèce
Statut de conservation UICN

 CR B2ab(iii) : 
En danger critique
Dypsis digitata est une espèce de palmiers (Arecaceae), endémique de Madagascar. En 2012, comme en 1995, elle est considérée par l'IUCN comme une espèce en danger critique d'extinction.